# San José de Cusmapa
San José de Cusmapa è un comune del Nicaragua facente parte del dipartimento di Madriz.